# Nectandra riparia
Nectandra riparia är en lagerväxtart som beskrevs av J.G. Rohwer. Nectandra riparia ingår i släktet Nectandra och familjen lagerväxter. Inga underarter finns listade i Catalogue of Life.